# La det swinge
La det swinge is een lied uit 1985 van het Noorse popduo Bobbysocks. Het werd geschreven en gecomponeerd door Rolf Løvland.
Met dit nummer won Noorwegen in 1985 het Eurovisiesongfestival.

## Achtergrond
La det swinge is een vrolijk uptempo dansbandnummer in de stijl van de jaren tachtig, dat deels geïnspireerd werd op elementen van de swingmuziek uit de jaren vijftig. De saxofoon speelt op het nummer een prominente rol. Zowel de oorspronkelijke Noorse tekst als de later geschreven Engelstalige versie gaat over het jezelf volledig overleveren aan de dans en het ritme van de muziek.
Schrijver en componist Rolf Løvland creëerde La det swinge voor de Bobbysocks, een duo bestaande uit de zangeressen Hanne Krogh en Elisabeth Andreassen met wie hij in 1984 aan hun debuutalbum had gewerkt. Toen het nummer bekendheid begon te verwerven, werd de melodie ervan in verband gebracht met plagiaat, onder meer vanwege gelijkenissen met Lille stjerne van de Noorse componist Herman Hermani. Deze kwestie bleef echter zonder gevolgen.

### Eurovisiesongfestival 1985
De Bobbysocks namen met La det swinge in 1985 deel aan Melodi Grand Prix, de Noorse nationale voorronde voor het Eurovisiesongfestival. Deze show vond op 30 maart van dat jaar plaats in Oslo. Het duo wist de selectie te winnen door onder anderen drievoudig songfestivaldeelneemster Anita Skorgan te verslaan en werd daarmee aangewezen om Noorwegen te vertegenwoordigen op het songfestival in Göteborg.
Zowel Krogh als Andreassen was overigens niet onbekend met de Europese liedjeswedstrijd, want beiden hadden al eens eerder deelgenomen: Krogh in 1971 namens Noorwegen en Andreassen in 1982 namens Zweden (als onderdeel van het duo Chips, samen met Kikki Danielsson).
In de aanloop naar het festival werd de Nederlander Eddy Ouwens bij de Noorse delegatie betrokken om de Bobbysocks te begeleiden en een podiumact voor hen te verzinnen. Hij haalde de twee zangeressen naar Nederland en bracht hen daar in contact met choreografen (onder wie Donald Jones) en pr-deskundigen. In Göteborg zorgde Ouwens voor de nodige publiciteit door het duo een persconferentie te laten geven in een filiaal van McDonald's en hen te laten optreden met de songfestivalwinnaars van 1984, de Herreys.

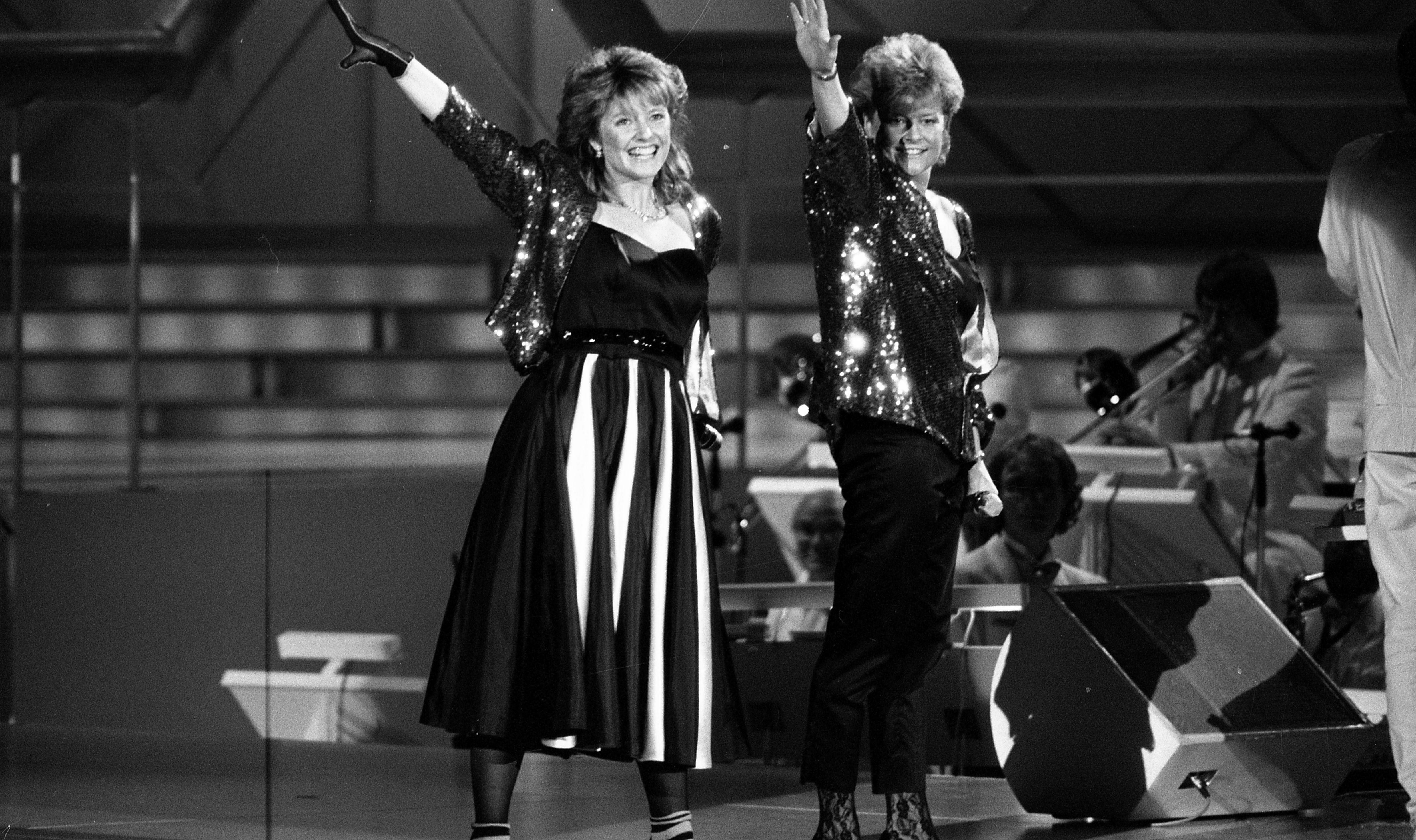
De Bobbysocks tijdens het Eurovisiesongfestival van 1985.

De 30ste editie van het Eurovisiesongfestival vond plaats op 4 mei 1985 in het Scandinavium.
Noorwegen was als 13de van 19 landen aan de beurt. De Bobbysocks werden tijdens hun optreden bijgestaan door een driekoppig achtergrondkoor en vielen vooral op door hun paarse glitterjasjes en energieke danspasjes. Dirigent Terje Fjærn begeleidde het orkest.
Bij de puntentelling leek de Duitse band Wind aanvankelijk op de overwinning af te stevenen, maar Noorwegen maakte naar het einde toe een verrassende inhaalslag. Hoewel de jury's van Cyprus, Portugal en Turkije geen enkel punt voor de Noren overhadden, gaven acht andere landen hen juist hun maximumaantal van 12 punten. Uiteindelijk eindigden de Bobbysocks bovenaan met een totaalscore van 123 punten, achttien punten meer dan de inzending van Duitsland. Voor Noorwegen betekende het, na vele jaren van bedroevende resultaten, de eerste songfestivaloverwinning.

## Hitlijsten
Na de songfestivalwinst groeide La det swinge uit tot een internationale hit, echter voornamelijk in de Engelstalige versie Let it swing die de Bobbysocks zelf hadden opgenomen. In Noorwegen zelf en in Vlaanderen werd het een nummer 1-hit en de single bereikte ook de top 10 in Denemarken, Zweden en Ierland. In Nederland werd het nummer uitgeroepen tot Alarmschijf en kwam het respectievelijk tot de negende (in de Nationale Hitparade) en de dertiende plaats (in de Nederlandse Top 40). Tevens stond de single genoteerd in de Duitse, Britse, Zwitserse en Oostenrijkse hitlijsten.

### Nederlandse Top 40
| Positie: | 37 | 21 | 19 | 16 | 13 | 16 | 18 | 31 | uit |

### BRT Top 30
| Positie: | 8 | 6 | 1 | 5 | 7 | 16 | uit |

## Covers
Naast de originele Noorstalige versie brachten de Bobbysocks onder de titel Let it swing ook een Engelstalige versie van La det swinge uit, waarvan de tekst geschreven werd door AlixZandra. Verder werd het nummer, al dan niet vertaald, nog door verschillende andere artiesten opgenomen:
- Antwerps: Lot ons swingen (De Strangers, 1985)
- Deens: Lad det swinge (Anne Herdorf en Birthe Kjær, 2010)
- Duits: Denn klein Inge (Sugarbabies, 1985)
- Engels: Let it swing (Small Talk, 2001), Let it swing and let it rock 'n roll (Olsen Brothers, 2011), Singing Jingle Bells and Let It Snow (Glamourama, 2013)
- Nederlands: Laat 't swingen (Fifty Fifty, 1985)
- Noors: La det swinge (Arne & Gro, 1987 / Tom Mathisen & Herodes Falsk, 1994 / Døsty Cåwshit, 1996 / Bo Doerek, 1997 / Splash, 2001 / Elisabeth Andreassen, 2012)
- Zweeds: Låt det svänga (Stefan Borsch, 1985 / Wahlströms, 2010), La det swinge (Black Ingvars, 1998)
- Instrumentaal: Ingmar Nordströms (1985), John Verkroost (1988)

1956: Refrain · 
1957: Net als toen · 
1958: Dors, mon amour · 
1959: 'n Beetje · 
1960: Tom Pillibi · 
1961: Nous les amoureux · 
1962: Un premier amour · 
1963: Dansevise · 
1964: Non ho l'età · 
1965: Poupée de cire, poupée de son · 
1966: Merci, chérie · 
1967: Puppet on a string · 
1968: La la la · 
1969: Un jour, un enfant, De troubadour, Vivo cantando, Boom bang-a-bang · 
1970: All kinds of everything · 
1971: Un banc, un arbre, une rue · 
1972: Après toi · 
1973: Tu te reconnaîtras · 
1974: Waterloo · 
1975: Ding-a-dong · 
1976: Save your kisses for me · 
1977: L'oiseau et l'enfant · 
1978: A-ba-ni-bi · 
1979: Hallelujah · 
1980: What's another year · 
1981: Making your mind up · 
1982: Ein bißchen Frieden · 
1983: Si la vie est cadeau · 
1984: Diggi-loo diggi-ley · 
1985: La det swinge · 
1986: J'aime la vie · 
1987: Hold me now · 
1988: Ne partez pas sans moi · 
1989: Rock me · 
1990: Insieme: 1992 · 
1991: Fångad av en stormvind · 
1992: Why me? · 
1993: In your eyes · 
1994: Rock 'n' roll kids · 
1995: Nocturne · 
1996: The voice · 
1997: Love shine a light · 
1998: Diva · 
1999: Take me to your heaven · 
2000: Fly on the wings of love · 
2001: Everybody · 
2002: I wanna · 
2003: Everyway that I can · 
2004: Wild dances · 
2005: My number one · 
2006: Hard rock hallelujah · 
2007: Molitva · 
2008: Believe · 
2009: Fairytale · 
2010: Satellite · 
2011: Running scared · 
2012: Euphoria · 
2013: Only teardrops · 
2014: Rise like a phoenix · 
2015: Heroes · 
2016: 1944 · 
2017: Amar pelos dois · 
2018: Toy · 
2019: Arcade · 
2021: Zitti e buoni · 
2022: Stefania · 
2023: Tattoo · 
2024: The code